# Rivolta dei papisti
La rivolta dei papisti o "ribellione settentrionale" o "dei nobili del nord" fu una sollevazione senza successo avvenuta nel 1569 contro la regina Elisabetta I di Inghilterra. La rivolta, organizzata da forze cattoliche dell'Inghilterra settentrionale fedeli al papa, preparata dal Duca di Norfolk, dal conte di Westmorland e dal conte di Northumberland, aveva come scopo la deposizione della regina regnante e l'incoronazione della cugina cattolica di Elisabetta: Maria Stuart. 
I cattolici inglesi si sentivano oppressi dalla sempre maggiore importanza che aveva Elisabetta, la quale aveva iniziato il suo regno in condizioni vacillanti, ma stava accumulando consensi. Elisabetta proseguiva a professare la fede voluta dal fratello Edoardo VI, ossia quella calvinista, ed è appunto per questo motivo che i cattolici si sentirono ancor più minacciati.
Papa Pio V aiutò la ribellione cattolica scomunicando la regina e dichiarandola deposta con una bolla papale, la Regnans in Excelsis che però fu promulgata solo dopo che la ribellione era stata domata. Dopo la bolla però Elisabetta poteva difficilmente continuare la sua politica di tolleranza religiosa e cominciò a perseguitare i suoi nemici religiosi, provocando così per reazione varie cospirazioni cattoliche volte a rimuoverla dal trono. 
| Controllo di autorità | LCCN (EN) sh85056785 · J9U (EN, HE) 987007538550905171 |